# Onça (massa)

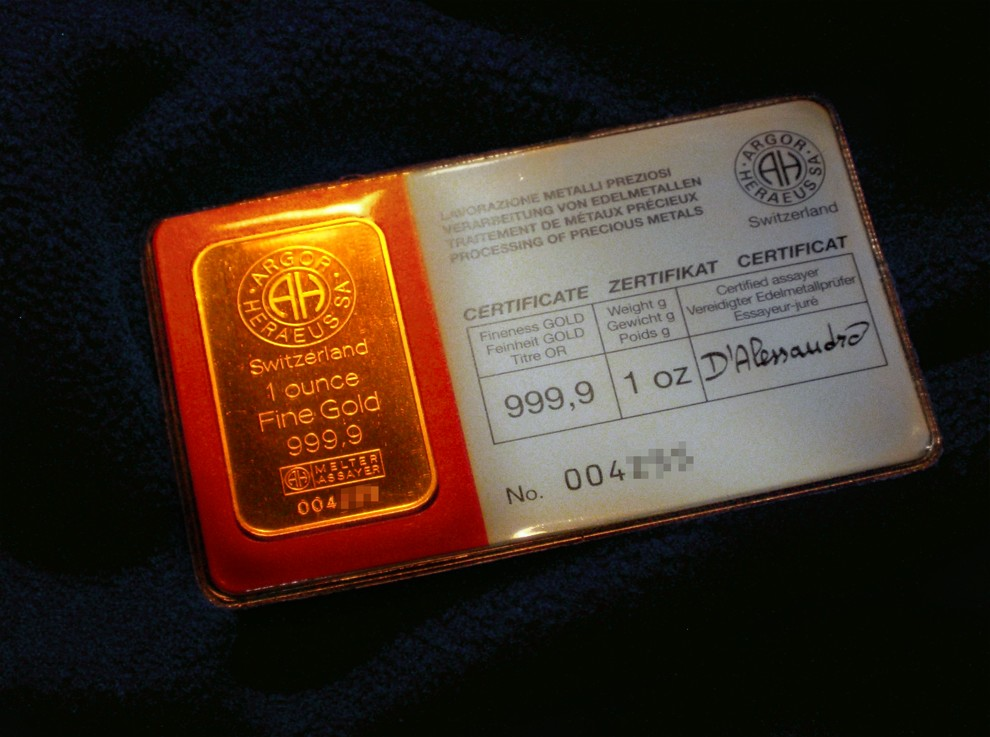
Uma onça de ouro

Uma onça (abreviada: oz, da antiga palavra italiana onza, agora escrita oncia) é uma unidade de medida de massa, com dois valores diferentes, dependendo do sistema que é utilizado:
- No sistema avoirdupois (usado para pesar objetos em geral) uma onça equivale a 28,349523125 gramas, ou seja:
  - 437,5 grãos
  - 16 dracmas avoirdupois
  - 0,0625 libras avoirdupois
- No sistema troy (relativo a metais preciosos e gemas, assim como medicamentos) a onça vale 31,1034768 gramas, ou seja:
  - 480 grãos
  - 20 pennyweights
  - 8 dracmas troy
  - 0,0833333333333333 libras troy

## Onça portuguesa
No sistema português medieval:
|         | Quintal | Arroba | Arrátel | Onça  |
| ------- | ------- | ------ | ------- | ----- |
| Quintal | 1       | 4      | 128     | 2 048 |
| Arroba  | 1/4     | 1      | 32      | 512   |
| Arrátel | 1/128   | 1/32   | 1       | 16    |
| Onça    | 1/2 048 | 1/512  | 1/16    | 1     |